# My Big Fat Greek Wedding
My Big Fat Greek Wedding is een Amerikaanse romantische komedie uit 2002 van Joel Zwick met Nia Vardalos en John Corbett in de hoofdrollen.

## Verhaal
Chicago, de Grieks-Amerikaanse Toula Portokalos is duidelijk het zorgenkindje van de familie. Ze is 30 jaar, is niet getrouwd en heeft nog geen kinderen op de wereld gezet, terwijl dat toch het levensdoel van de Griekse vrouw is. Ze werkt in het restaurant van haar familie. Maar op een dag ontmoet ze de niet-Griek "White Anglo-Saxon Protestant" Ian Miller. Ze besluit haar leven om te gooien en naar school te gaan, om met computers te leren werken. Ze verlaat het restaurant en gaat werken in een reisbureau. Ook doet ze iets aan haar uiterlijk. Als ze Ian opnieuw tegenkomt worden ze verliefd. Ze probeert haar relatie geheim te houden voor haar familie. Tot haar vader Gus erachter komt. Ian is niet Grieks, vegetariër en dus niet de ideale schoonzoon. Maar Gus besluit dat het geluk van zijn dochter belangrijker is en geeft toe. Een Big Fat Greek Wedding is niet meer te vermijden.

## Rolverdeling
| Acteur                | Personage         |
| --------------------- | ----------------- |
| Nia Vardalos          | Toula Portokalos  |
| John Corbett          | Ian Miller        |
| Lainie Kazan          | Maria Portokalos  |
| Michael Constantine   | Gus Portokalos    |
| Ian Gomez             | Mike              |
| Andrea Martin         | Tante Vaula       |
| Stavroula Logothettis | Athena Portokalos |
| Louis Mandylor        | Nick Portokalos   |
| Gia Carides           | Nicht Nikki       |
| Joey Fatone           | Neef Angelo       |
| Bruce Gray            | Rodney Miller     |
| Fiona Reid            | Harriet Miller    |
| Arielle Sugarman      | Paris Miller      |
| Jayne Eastwood        | Mrs. White        |